# Ду Хойкем
Ду Хойкем (иер. трад. 杜凱琹, йель: Dou6 Hoi2kam4, кант.-рус.: Тоу Хойкхам, пиньинь: Dù Kǎiqín, палл.: Ду Кайцинь; род. 27 ноября 1996 года в Гонконге) — спортсменка из Гонконга, игрок в настольный теннис, член национальной сборной Гонконга по настольному теннису, неоднократный призёр чемпионатов и кубков мира и Азии по настольному теннису.

## Биография
Первый крупный успех на международном уровне пришел к Ду Хойкем в 2014 году, когда она в составе женской команды Гонконга завоевала бронзовую медаль на чемпионате мира в Токио. В этом же году Ду Хойкем выиграла свою первую медаль (бронзовую) в одиночном разряде на этапе «ITTF World Tour» в Дохе.
В дальнейшем на чемпионатах мира Ду Хойкем дважды выигрывала бронзовые медали в смешанном парном разряде с Вон Чаньтхин, в 2015 и 2017 годах, и в 2018 году снова в командном разряде.
В 2016 году Ду Хойкем в составе команды Гонконга участвовала в Летних Олимпийских играх в Рио-де-Жанейро.

## Стиль игры
Ду Хойкем правша, играет в атакующем стиле европейской хваткой.